# Zr.Ms. Buffel

Le Zr.Ms. Buffel est un navire cuirassé à éperon du XIXe siècle. Il fut l'une des principales attractions du musée maritime de Rotterdam, également connu sous le nom de Prince Hendrik Museum, du nom de son fondateur, le prince Hendrik van Oranje-Nassau. En octobre 2013, le navire a déménagé à l'ancien port militaire d'Hellevoetsluis et est de nouveau ouvert au public.
Le navire musée Zr.Ms. Schorpioen, exposé à Middelbourg, formèrent avec le Buffel le noyau de la nouvelle Marine royale néerlandaise d'avant 1905.

## Construction et conception
Construit en 1868 par Robert Napier & Sons en Écosse, le Buffel a été le premier navire de la Marine royale néerlandaise sans voiles mais avec une machine à vapeur et deux hélices, ce qui lui a donné une vitesse maximale de près de 13 nœuds (24 km/h). Sa tâche principale en tant que navire cuirassé bélier était de jouer un rôle dans la défense côtière néerlandaise avec d'autres navires.
Son armement était tout d'abord le bélier de proue, principalement contre les navires en bois, et, à l'origine, deux canons Armstrong de 300 livres (140 kg) de 230 mm, avec un poids total de 25 tonnes, dans une tourelle blindée. Ceux-ci ont été remplacés plus tard par un seul canon de 280 mm, et l'armement a été amélioré par quelques canons plus petits : deux canons rotatifs de 75 mm, quatre de 37 mm et deux Hotchkiss.

## Service
Le seul voyage océanique du navire a eu lieu lors de son voyage inaugural en 1868 de Glasgow à Den Helder. Pendant le voyage, le navire a beaucoup roulé et a pris beaucoup d'eau. À partir de ce jour, Buffel resta en mer du Nord et son seul port d'escale à l'étranger fut Anvers, en Belgique, en 1871.
Buffel a participé à de nombreux exercices nationaux avec l'armée royale des Pays-Bas jusqu'en 1894, date à laquelle il a été retiré du service actif. Cela a été suivi par une courte période de deux ans en tant que navire-école et à partir de 1896, il a agi en tant que navire d'hébergement. Il a été amarré dans plusieurs établissements navals aux Pays-Bas, les 25 dernières années principalement à Amsterdam. Il avait le fanion (OTAN) numéro A 884.

## Préservation
En 1973, le Buffel a été mis hors service et vendu à la ville de Rotterdam en 1974 pour être transformé en navire musée. À partir de 1979, il a été ouvert aux visiteurs. Le navire a été déplacé à Hellevoetsluis en 2013 afin de réduire les coûts. Le Buffel est arrivé à Hellevoetsluis le 5 octobre et a été amarré temporairement dans la cale sèche en briques Jan Blanken. Le 7 février 2015, il est arrivé à son dernier poste d'accostage à la Koningskade 2 où un quartier naval historique a été développé avec l'exposition du Bernisse, un vieux dragueur de mines, et Noord Hinder un ancien bateau-phare sur la mer du Nord. Le navire est maintenant exploité par des bénévoles du Stichting Museumschip de Buffel.

## Galerie

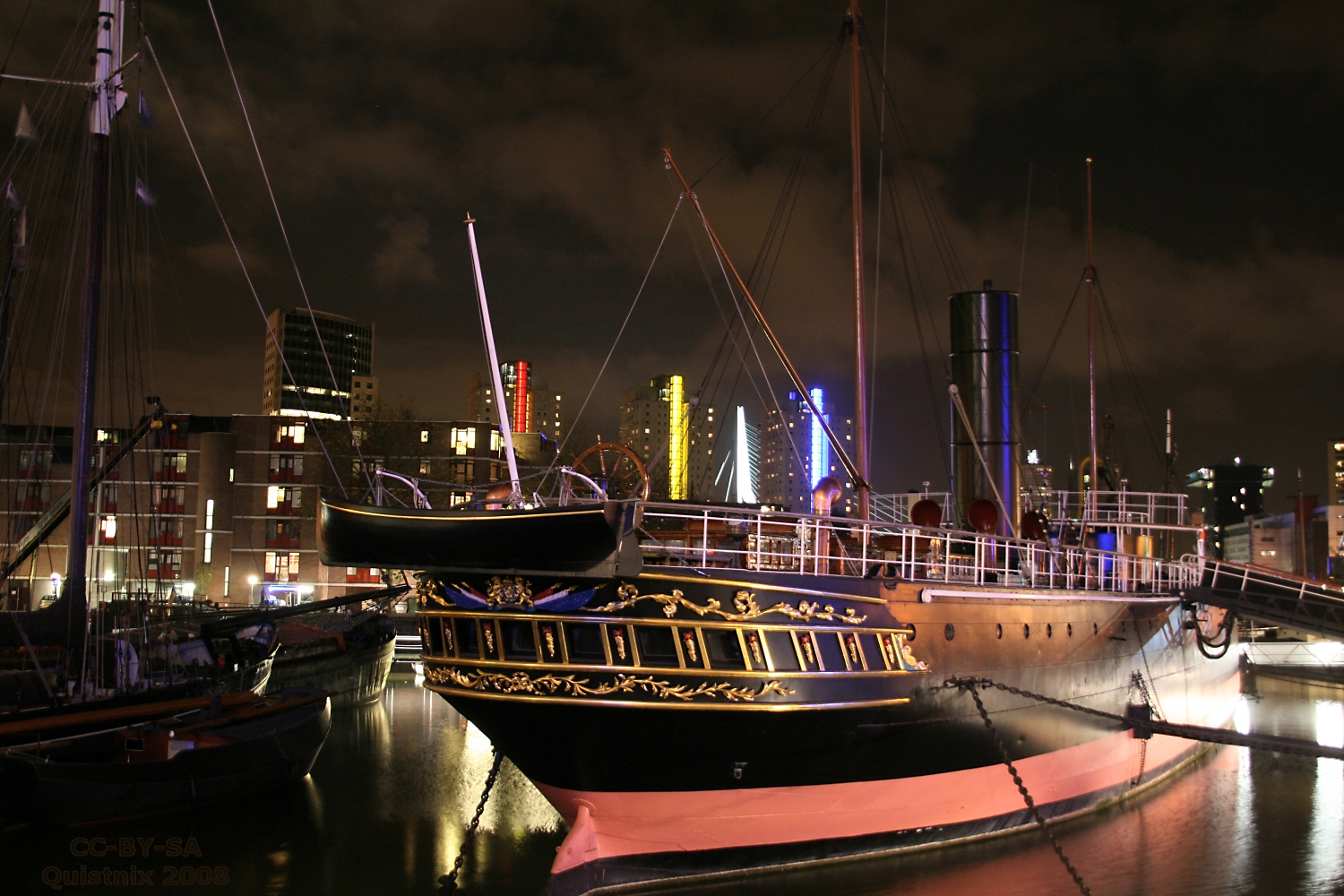
Buffel de nuit (Rotterdam 2008)
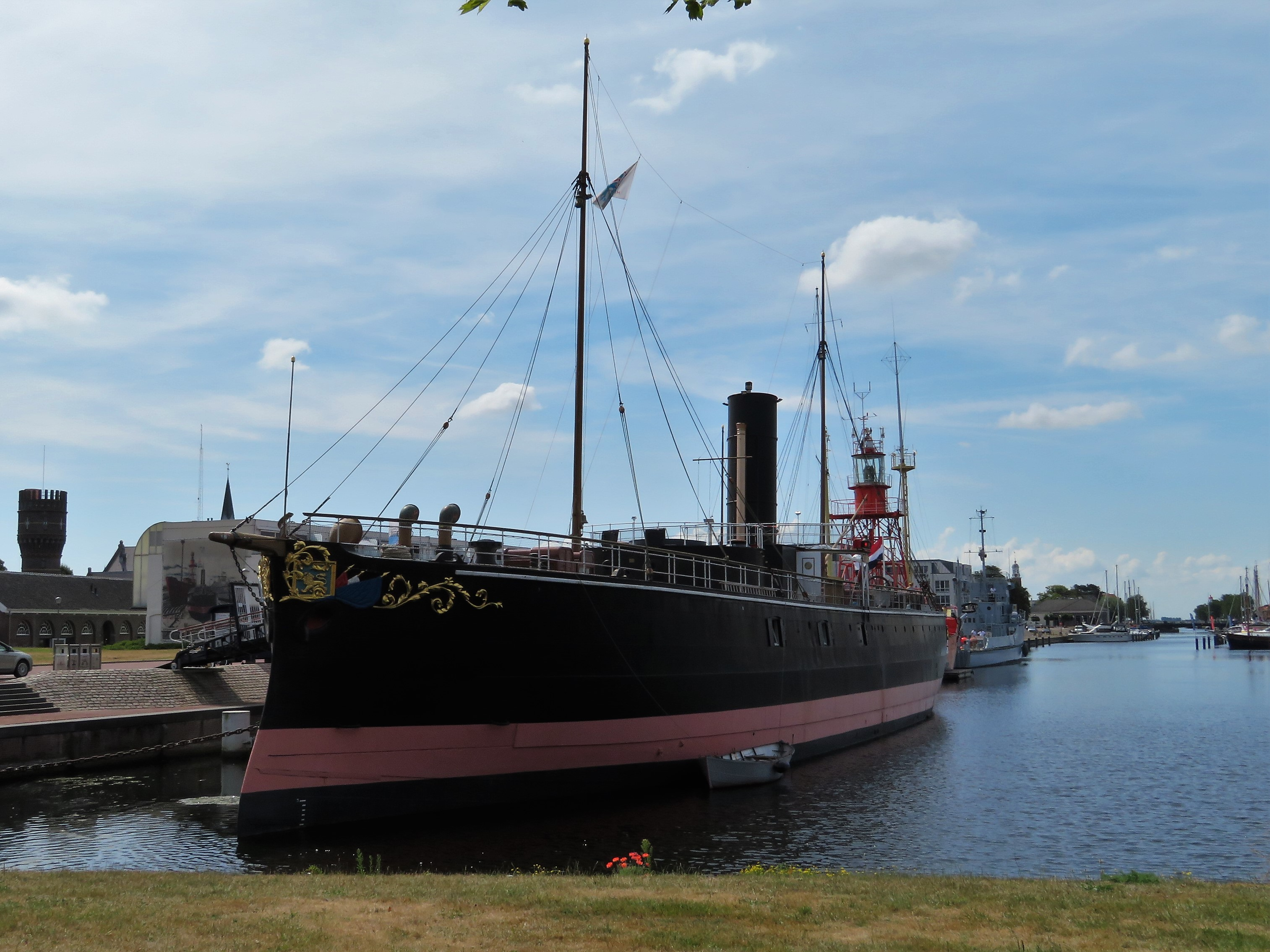
Buffel à  hellevoetsluis (2018)